# Aloys Joseph Adam
Aloys Joseph Adam (* 17. Februar 1763, anderes Datum 12. Februar 1763 in Hilpoltstein; † 12. Februar 1825 in Bamberg) war ein deutscher Jurist.

## Leben

### Familie
Er war mit Josepha Freyin (geb. von Cronegg), die er in Freystadt bei Neumarkt heiratete; gemeinsam hatten sie mehrere Kinder.

### Werdegang
Aloys Joseph Adam erhielt seinen Elementarunterricht in Eichstätt, bevor er 1780 auf die Hohe Schule Ingolstadt zu einem Studium der Rechtswissenschaften kam; dort beschäftigte er sich unter anderem mit den Schönen Wissenschaften und korrespondierte seit dieser Zeit mit seinen Jugendfreunden in griechischer Sprache. Er beendete seine juristischen Studien vorzeitig und erhielt darauf eine Anstellung in Monheim.
1787 wurde er Kurpfalzbayerischer Regierungsrat in Landshut, bevor er 1791 Landbeamter in Freystadt bei Neumarkt und 1797 erneut Regierungsrat wurde.
Seine Ernennung zum Regierungskanzler in Landshut erfolgte am 25. Juni 1799.
Aufgrund der politischen Entwicklung veränderten sich verschiedene Behörden in München organisatorisch und hierauf erfolgte seine Versetzung als zweiter Hofgerichtskanzler nach Straubing am 18. Dezember 1802; provisorisch wurde ihm hierbei das Landshutische Lehen Probstenamt belassen. Am 13. Juli 1803 wurde er in Memmingen zum Hofgerichtsdirektor des schwäbischen Hofgerichts ernannt.
Nach der Ausrufung des Königreichs Bayern 1805 wurde eine neue Organisation des ganzen Königreichs durchgeführt und Aloys Joseph Adam im Dezember 1808 zum zweiten Appellationsgerichtsdirektor in Memmingen ernannt.
Nach der Vorarlberger Volkserhebung 1809 wurde er zum Vorsitzenden des hierfür einberufenen Spezialgerichts einberufen; aufgrund seiner Amtsführung in dieser Aufgabe erfolgte 1810 seine Ernennung zum ersten Direktor des königlichen Appellationsgerichts in Burghausen; nach der Abtretung des Salzachkreises, in dem Burghausen lag, 1817 an Österreich wurde er am 18. März 1817 als erster Direktor an das königliche Appellationsgericht für den Obermainkreis nach Bamberg versetzt und dort am 19. Oktober 1820 zum Vizepräsidenten ernannt.